# Evans Mensah
Evans Mensah (* 9. Februar 1998 in Agona Swedru) ist ein ghanaischer Fußballspieler.

## Karriere

### Verein
Mensah kam im Januar 2015 aus der Right to Dream Academy zum Erstligisten Inter Allies FC. Im August 2016 wurde er nach Finnland an den HJK Helsinki verliehen. Zunächst spielte er aber für die drittklassige Zweitmannschaft Klubi 04.
Im September 2016 debütierte er in der Veikkausliiga, als er am 28. Spieltag der Saison 2016 gegen Inter Turku in der Nachspielzeit für Aapo Halme eingewechselt wurde. Ein Jahr später wurde Mensah fest von den Finnen verpflichtet und erhielt einen bis Dezember 2019 gültigen Vertrag. Bis Ende 2019 absolvierte er 86 Spiele und schoss dabei 24 Tore.
Anfang 2020 wechselte er nach Katar, wo er sich dem al-Duhail SC in Doha anschloss. Direkt nach der Verpflichtung wurde er nach Portugal zum Portimonense SC ausgeliehen. Der Verein aus Portimão spielte in der ersten Liga, der Primeira Liga. Hier kam er jedoch nicht zum Einsatz. Am 1. Juli 2020 kehrte er nach der Ausleihe zu al-Duhail zurück. Im September erfolgte eine Ausleihe zum al-Kharitiyath SC. Nach der Rückkehr schloss Mensah sich dem ägyptischen Erstliga-Aufsteiger Ceramica Cleopatra FC aus Gizeh an.

### Nationalmannschaft
Beim U-23-Africa Cup 2019 in Ägypten absolvierte Mensah fünf Spiele (2 Tore) und erreichte mit der Auswahl am Ende den vierten Platz.